# 큰플라이쥐
큰플라이쥐(학명: Otomys maximus)는 설치류의 일종이다. 앙골라와 보츠와나, 콩고민주공화국, 나미비아, 잠비아에서 발견된다. 자연 서식지는 습윤 사바나 지대와 아열대 또는 열대 기후 지역의 계절성 습윤 또는 홍수림 저지대 초원과 습지이다.